# لی یو تینگ
لی یو تینگ (انگلیسی: Lin Yu-ting؛ زادهٔ ۱۳ دسامبر ۱۹۹۵) بوکسور اهل تایوان است. او در بازی‌های المپیک تابستانی ۲۰۲۴ برندهٔ مدال طلا شد.